# Perdita lunulata
Perdita lunulata är en biart som beskrevs av Timberlake 1962. Perdita lunulata ingår i släktet Perdita och familjen grävbin. Inga underarter finns listade i Catalogue of Life.